# Dženan Radončić
Dženan Radončić (* 2. August 1983 in Gusinje) ist ein ehemaliger montenegrinischer Fußballspieler.

## Karriere
Radončić spielte in seiner brasilianischen Heimat für den FK Rudar Pljevlja und FK Partizan Belgrad. 2004 wechselte er nach Ostasien. Hier unterschrieb er einen Vertrag beim südkoreanischen Incheon United. 2005 wurde er mit dem Verein Vizemeister der K League. Sommer 2007 wurde er an dem japanischen Ventforet Kofu ausgeliehen. 2008 kehrte er zu Incheon United zurück. 2009 wechselte er zu Seongnam Ilhwa Chunma. 2010 gewann er mit dem Verein den AFC Champions League. 2011 gewann er mit dem Verein den Korean FA Cup. 2012 wechselte er zu Suwon Samsung Bluewings. 2013 wechselte er zum japanischen Shimizu S-Pulse. Danach spielte er bei Ōmiya Ardija und Ōita Trinita. 2015 kehrte er nach Montenegro zurück und unterschrieb einen Vertrag bei FK Mornar Bar.